# Luis Reyna
Luis Alberto Reyna Navarro (ur. 16 maja 1959) – piłkarz peruwiański grający na pozycji pomocnika.

## Kariera klubowa
W swojej karierze piłkarskiej Reyna był zawodnikiem zespołu Club Sporting Cristal.

## Kariera reprezentacyjna
W reprezentacji Peru Reyna zadebiutował 12 listopada 1980 roku w zremisowanym 1:1 towarzyskim spotkaniu z Urugwajem. W 1982 roku został powołany przez selekcjonera Tima do kadry na Mistrzostwa Świata w Hiszpanii. Tam był rezerwowym i nie rozegrał żadnego spotkania. Brał także udział w Copa América 1983. Od 1980 do 1989 roku rozegrał w kadrze narodowej 39 spotkań i strzelił 1 gola.